# Polymona rufifemur
Polymona rufifemur är en fjärilsart som beskrevs av Walker 1855. Polymona rufifemur ingår i släktet Polymona och familjen tofsspinnare. Inga underarter finns listade i Catalogue of Life.